# Sauvere
Koordinaten: 58° 23′ N, 22° 20′ O

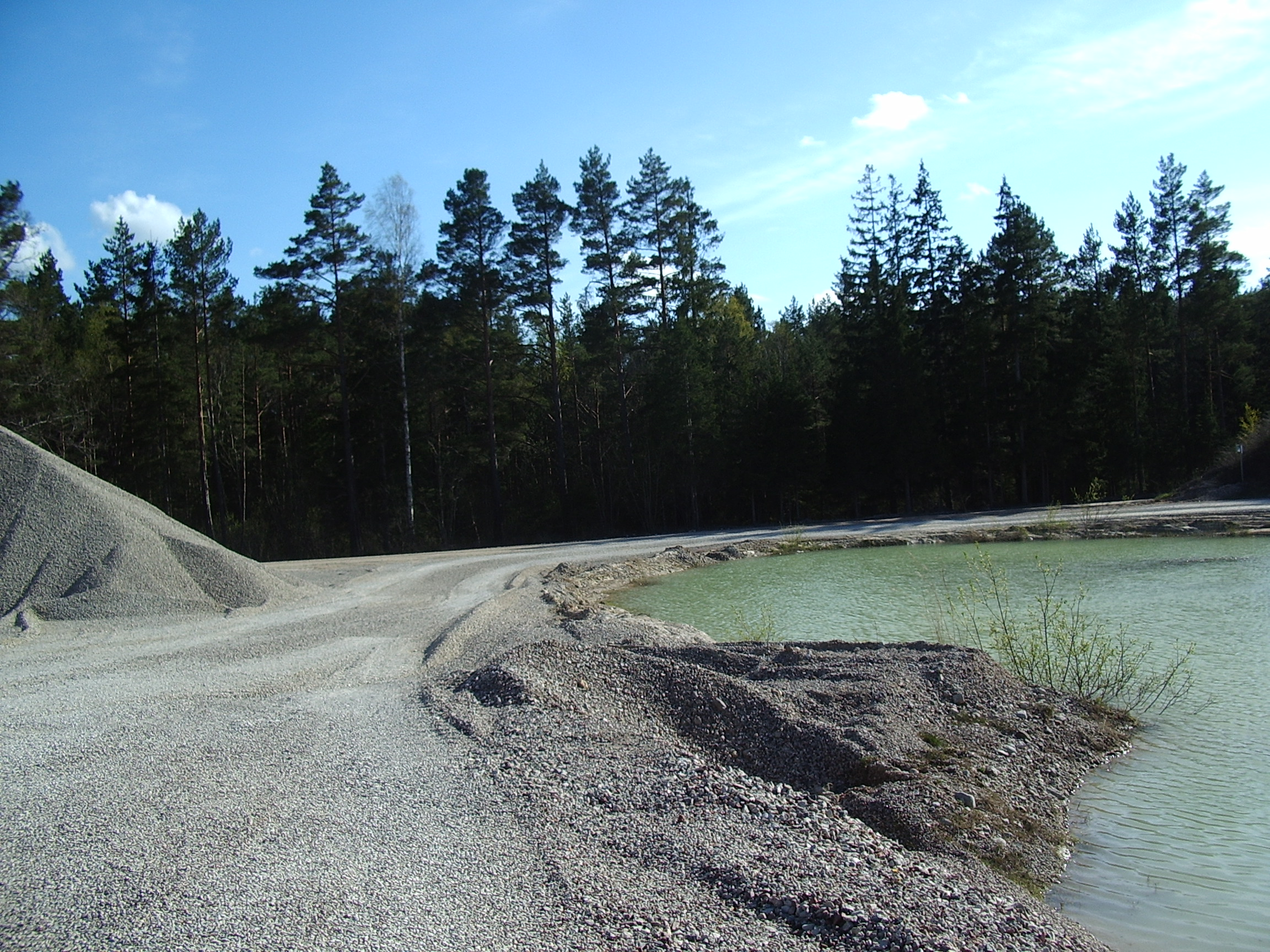
Kiesabbau in Sauvere (2007)

Sauvere (deutsch Saufer) ist ein Dorf (estnisch küla) in der Landgemeinde Saaremaa (bis 2017: Landgemeinde Lääne-Saare, bis 2014: Landgemeinde Kärla) auf der größten estnischen Insel Saaremaa.

## Lage und Beschreibung
Das Dorf hat 61 Einwohner (Stand 2010).
Bei Sauvere liegt die Quelle des siebzehn Kilometer langen Flusses Kärla (Kärla jõgi). In der Nähe des Dorfes befindet sich ein Abbaugebiet für Kies.
Bei Sauvere steht ein 120 Meter hoher Funksendemast.